# Niqmadu II (V)
Niqmadu II (V), o anche Niqmaddu II, (in ugaritico 𐎐𐎖𐎎𐎄, nqmd; fl. XIV secolo a.C.) è stato un re di Ugarit.

## Regno
L'inizio del suo regno fu caratterizzato da un incendio, forse provocato da un terremoto, che distrusse il Palazzo Reale e gran parte della città, per cui si dovettero ricostruire gli archivi cittadini.
Durante il regno mantenne una politica di vassallaggio nei confronti degli egiziani.